# Campeonato Brasileiro de Futebol Feminino – Série A3
Die Série A3 ist die dritte und niedrigste Spielklasse der nationalen Fußballmeisterschaft der Frauen von Brasilien, die von der Confederação Brasileira de Futebol (CBF) organisiert wird. Sie wurde offiziell am 18. Mai 2021 ins Leben gerufen und wird ihren Spielbetrieb zur Saison 2022 aufnehmen.

## Geschichte
Die Etablierung einer dritten Spielklasse im Ligasystem des brasilianischen Vereinsfußballs der Frauen wurde am 18. Mai 2021 von der Verbandskoordinatorin für den Frauenfußball Aline Pellegrino bekannt gegeben. Als neuer Unterbau zur zweiten Spielklasse Série A2 übernimmt sie von dieser ab der Saison 2022 für die Frauenteams Brasiliens den Einstieg in den nationalen Meisterschaftswettbewerb, für den eine entsprechende Qualifikation über die jeweiligen Staatsmeisterschaften vorausgesetzt wird.

## Aufsteiger nach Saison
| Saison | als Meister        | als Vizemeister | als Dritter  | als Vierter   | Teilnehmer |
| ------ | ------------------ | --------------- | ------------ | ------------- | ---------- |
| 2022   | AD Taubaté         | Esportiva 3B    | Sport Recife | Vila Nova FC  | 32         |
| 2023   | Mixto EC           | Clube do Remo   | EC Juventude | Esportiva VF4 | 32         |
| 2024   | CR Vasco da Gama   | Paysandu SC     | EC Vitória   | Ação          | 32         |
| 2025   | Atlético Piauiense | Vila Nova FC    | Itabirito FC | Doce Mel EC   | 32         |

## Torschützenköniginnen
| Saison | Spieler       | Verein             | Tore |
| ------ | ------------- | ------------------ | ---- |
| 2022   | Ingrid        | Toledo EC          | 7    |
| 2023   | Bia Batista   | Mixto EC           | 10   |
| 2024   | Maria Vitória | CR Vasco da Gama   | 13   |
| 2025   | Silmara       | Atlético Piauiense | 10   |

## Weblink
- CBF terá nova divisão para o futebol feminino em 2022. In: cbf.com.br. CBF, 18. Mai 2021, abgerufen am 27. September 2021.
- CBF confirma para 2022 a Série A3 do Brasileiro de Futebol Feminino. In: oglobo.globo.com. O Globo, 18. Mai 2021, abgerufen am 27. September 2021.